# Лурье, Лев Яковлевич
Лев Я́ковлевич Лурье́ (род. 19 апреля 1950, Ленинград) — российский историк, петербургский краевед, писатель, журналист, педагог. Кандидат исторических наук. Основатель Санкт-Петербургской классической гимназии, где преподаёт историю. Четырежды побеждал в конкурсе петербургских журналистов «Золотое перо», лауреат «Анциферовской премии».

## Биография
Сын историка литературы Якова Соломоновича Лурье (1921—1996) и основателя первой кардиологической реанимации в СССР, профессора Ирины Ефимовны Ганелиной (1921—2010), внук филолога Соломона Яковлевича Лурье (1891—1964). Как сам рассказал в одной из телепередач, правнук петербургского купца I Гильдии, которому принадлежала сеть кинотеатров в дореволюционном Санкт-Петербурге, в частности — кинотеатр «Саламандра», в советские годы переименованный в «Искру». Бабушка Льва Лурье — Лидия Соломоновна была лишенкой.
В 1967 году окончил физико-математическую школу № 30.
В 1973 году окончил экономический факультет Ленинградского государственного университета (исключен на год с дневного отделения за черновик политической листовки, работал фрезеровщиком на заводе). Работал экскурсоводом и научным сотрудником в Музее истории города. Куратор выставок «Петербург времени Ломоносова» и «Старая Петербургская сторона».
В 1987 году в ЛГУ защитил диссертацию на степень кандидата исторических наук о факторах лидерства в русском освободительном движении.
В 1989 году с группой друзей основал Санкт-Петербургскую классическую гимназию (школу № 610). Был её завучем, работает в ней учителем истории (сейчас является её директором).
В 1991—1993 годах — профессор русской истории в американских колледжах.
С 1995 года — пишущий журналист (статьи были напечатаны в журналах и газетах: «Сеанс», «Пчела», «Pulse», «Карьера-Капитал», «Коммерсантъ», «Календарь», «Огонёк», «Деловой Петербург»), автор множества статей по истории.
Преподавал на Факультете этнологии Европейского университета в Санкт-Петербурге.
С 2000 года — ведущий программы на радио «Эхо Петербурга», с 2014 года — автор исторических передач на радио «Нева FM» («Карта города со Львом Лурье», «Национальность — Петербуржец»). В 2001 — лауреат конкурса «Золотое перо» за лучшую работу на радио и телевидении.
С 2002 года Лев Лурье — основатель и редактор журнала «Квартальный надзиратель» (Издательский Дом «Собака.ru»).
В 2005 году награждён Анциферовской премией за работы по истории Петербурга.
В 2009 году — обладатель гран-при «Журналист года» конкурса конкурса «Золотое перо».
С 2004 (по другим данным — с 2006) по 2009 год директор дирекции документального вещания «Пятого канала» — автор и ведущий телепроектов.
С 2011 года — основатель «Дома культуры Льва Лурье».

## Семья
Женат, имеет двоих детей: сына Даниэля и дочь Софью.

## Творчество

### Публикации
- Лурье Л. Панорама левого Петербурга // Пчела. 1996. № 7. Ноябрь.
- Лурье Л. Этнография левых // Пчела. 1996. № 7. Ноябрь.
- Лурье Л. Как Невский проспект победил Площадь Пролетарской Диктатуры // Звезда. 1998. № 8. С.210—213.
- Лурье Л. Запесоцкий как воплощение русской интеллигенции // Санкт-Петербургские ведомости. 2007. 15 ноября.

### Книги
- Грибанов В. И., Лурье Л. Я. Аптекарский остров. Л.: Лениздат, 1988. — 174 с., илл. (Серия: «Туристу о Ленинграде») — ISBN 5-289-00119-0
- Лурье Л. Я. Язвы Петербурга : Сборник газетного фольклора конца XIX-начала XX вв. / Сост. Л. Я. Лурье. Л., 1990.
- Кобак А., Лурье Л. Дом Мурузи. Биография одного дома. Л.: Тов-ство «Свеча», 1990. — 32 с. (Серия «Петербург весь на ладони»)
- Губин Д., Лурье Л., Порошин И. Реальный Петербург. СПб.: Лимбус-Пресс, 1999. — 288 с. — ISBN 5-8370-0226-X
- Лурье Л. Преступления в стиле модерн. — СПб.: Амфора, 2005. — 368 с. — ISBN 5-94278-784-0
- Лурье Л., Набокова О., Тарнавская Ю. Петербург. Путеводитель. М.: Афиша, 2006. — 352 с. (Серия «Путеводители „Афиши“») — ISBN 5-91151-009-X
- Лурье Л., Маляровая И. 1956 год. Середина века. СПб.: Нева, 2007. — 704 с. — ISBN 978-5-7654-4961-5
- Ковалова А., Лурье Л. Довлатов. СПб.: Амфора, 2009. — 441 с. (Серия «Главные герои») — ISBN 978-5-367-00943-9
- Лурье Л. 22 смерти, 63 версии. СПб.: БХВ-Петербург, 2011. — 288 с. (Серия «Окно в историю») — ISBN 978-5-9775-0549-9
- Лурье Л. Питерщики. Русский капитализм. Первая попытка. СПб.: БХВ-Петербург, 2011. — 288 с. Серия «Окно в историю») — ISBN 978-5-9775-0662-5
- Лурье Л., Маляров Л. Ленинградский фронт. СПб.: БХВ-Петербург, 2012. — 272 с. Серия «Окно в историю») — ISBN 978-5-9775-0749-3
- Лурье Л. Хищницы. СПб.: BHV, 2012 г. — 272 с. Серия «Окно в историю») — ISBN 978-5-9775-0750-9
- Лурье Л. Петербург Достоевского. Исторический путеводитель. — СПб.: БХВ-Петербург, 2012. — 352 с.: ил. — ISBN 978-5-9775-0748-6
- Лурье Л. Без Москвы. СПб.: BHV, 2014 г — 416 с. Серия «Окно в историю») — ISBN 978-5-9775-0752-3
- Лурье Л. Петербург накануне революции. Лекции Arzamas и другие материалы. — М.: Эксмо, 2018. — ISBN 978-5-04-090051-0 (электронное издание)
- Лурье Л. Соседский капитализм : крестьянские землячества Петербурга конца XIX — начала XX века. — СПб.: Европейский университет в Санкт-Петербурге, 2020. — 368 с. — ISBN 978-5-94380-293-5
- Лурье Л. Московский район : путеводитель по Московскому району Санкт-Петербурга / Лев Лурье; редактор Софья Лурье ; Администрация Московского района Санкт-Петербурга. — СПб: [б. и.], 2021. — 209 с.
- Лурье Л. Град обреченный. Путеводитель по Петербургу перед революцией. — СПб: БХВ-Петербург, 2022. — 430 с. — ISBN 978-5-9775-3656-1
- Лурье Л. Поздние ленинградцы. От застоя до перестройки. — СПб: БХВ-Петербург, 2022. — 384 с. — ISBN 978-5-9775-1186-5
- Лурье Л., Лурье С. Ленинград Довлатова. Исторический путеводитель. — СПб: БХВ-Петербург, 2023. — 208 с. — ISBN 978-5-9775-1857-4
- Лурье Л. Роковые женщины Серебряного века. По материалам судебных процессов. — СПб: БХВ-Петербург, 2024. — 256 с. — ISBN 978-5-9775-1953-3
- Лурье Л. Петербург Чеховского времени. Исторический путеводитель. — СПб: БХВ-Петербург, 2024. — 448 с. — ISBN 978-5-9775-6585-1

### Работа на телевидении
- «История одного события» (РТР, сценарист)[13][14]
- «Булат и злато» (ТВЦ, ведущий)
- «Парадоксы истории» (телеканал «Культура», ведущий)[15]
- «Преступление в стиле Модерн» (НТВ, сценарист, ведущий)[16]
- «Культурный слой» («Пятый канал», автор проекта, сценарист, ведущий)[16]
- «Живая история» («Пятый канал», автор проекта, сценарист, ведущий)[17]
- «Игра ума» («Пятый канал», автор, ведущий)[16]
- «Ленинградские истории» («Пятый канал», автор проекта, ведущий)
- «После смерти» («Пятый канал», автор проекта, один из ведущих)[18]
- Участвовал в записи уроков истории для 10, 11 классов для телеканала «Школьник ТВ»